# ستوارت هولدين
ستوارت هولدين (بالإنجليزية: Stuart Holden)‏ (مواليد 1 أغسطس 1985 في أبردين - اسكتلندا) لاعب كرة قدم أمريكي يلعب حاليا لصالح نادي الدرجة الممتازة بولتون واندررز الإنجليزي منذ 2010 في مركز الوسط المحوري .

## مسيرته الكروية
لعب ستوارت هولدين خلال مسيرته الاحترافية مع 4 أندية في أحد عشر موسمًا وسجل خلالها 17 هدفًا ضمن 121 مباراة. ولم يفز بأي موسم بالكأس وفاز في موسمين بالدوري.
خاض ستوارت هولدين مسيرته مع نادي سندرلاند في موسم 2005–06 لمدة موسم واحد، لم يشارك في أي مباراة ولم يسجل أي هدف. ثم انتقل إلى نادي هيوستن دينامو في موسم 2006 ليلعب معه أربعة مواسم، حيث شارك في 87 مباراة سجل خلالها 15 هدفًا. لينتقل بعدها إلى نادي بولتون واندررز في موسم 2009–10 في المرة الأولى ليلعب معه أربعة مواسم ثم في موسم 2013–14 لمدة موسم واحد، مشاركًا طوالها في 30 مباراة سجل خلالها هدفين. ثم انتقل إلى نادي شيفيلد وينزداي في موسم 2012–13 لمدة موسم واحد، مشاركًا في 4 مباريات ولم يسجل أي هدف.

## روابط خارجية
- ستوارت هولدين على موقع الاتحاد الدولي (مؤرشف)  (الإنجليزية)
- ستوارت هولدين على موقع الدوري الأمريكي (الإنجليزية)
- ستوارت هولدين على موقع قاعدة بيانات كرة القدم.إي يو (الإنجليزية)
- ستوارت هولدين على موقع ناشيونال فوتبول تيمز (الإنجليزية)
- ستوارت هولدين على موقع Soccerbase.com (لاعب) (الإنجليزية)
- ستوارت هولدين على موقع Soccerway.com (الإنجليزية)
- ستوارت هولدين على موقع عالم كرة القدم.نت (الإنجليزية)
- ستوارت هولدين على موقع كووورة
- ستوارت هولدين على موقع أوليمبيديا (الإنجليزية)
- ستوارت هولدين على موقع AS.com (الإسبانية)